# بی‌بی‌خانم استرآبادی
بی‌بی‌خانم استرآبادی یا بی‌بی‌فاطمه استرآبادی (۱۲۷۴ ه‍.ق – ۱۳۳۹ / ۱۳۴۰ ه‍.ق) نویسندهٔ ایرانی و از فعالان حقوق زنان در جنبش مشروطه بود. بی‌بی‌خانم فرزند محمدباقرخان ملاح استرآبادی (ایشیک آقاسی باشی و بزرگ ایل انزانی) و خدیجه خانم، دختر «ملا کاظم مجتهد مازندرانی» از ندیمه‌های شکوه‌السلطنه، مادر مظفرالدین شاه و مدرس کودکان در دربار بود. خدیجه خانم پس از آشنایی با محمدباقرخان استرآبادی و کسب اجازهٔ شاه با او ازدواج کرد و برای زندگی با همسرش به روستای نوکنده رفت. پدر او همسران دیگری هم داشت و همین موجب شد خدیجه خانم همراه با دو فرزندش (بی‌بی و حسین‌علی)، خانهٔ همسر را به بهانهٔ زیارت ترک کند و مجدداً به دربار بازگردد و به تدریس کودکان دربار مشغول شود. در همین ایام محمدباقرخان در نوکنده به قتل رسید. این گونه بی‌بی‌خانم که همراه مادرش بود، هم سواد آموخت و هم توانست محیط حرمسرای شاه و دنیای بیرون از دربار را توأمان تجربه کند. او علی‌رغم مخالفت خانواده، با یک نظامی اهل قفقاز به نام موسی‌خان وزیری ازدواج کرد و از این پیوند صاحب هفت فرزند شد.
بی‌بی‌خانم در روزنامه‌های حبل المتین، تمدن و نشریه مجلس مقاله می‌نوشت. بیشتر مقالات او در دفاع از آموزش دختران است. بی‌بی‌خانم همچنین اولین دبستان دخترانه ایران را به نام «مدرسه دوشیزگان» بنیان گذاشت و در این راه با مشکلات و موانع مواجه گردید. گروه‌های مذهبی علیه او فتوا صادر کرده، به توهین و فحاشی پرداخته و خانه‌اش را به آتش کشیدند. گرچه این مدرسه در اثر فشارهای روحانیان مدتی تعطیل شد ولی پس از پیروزی مشروطه‌چیان، مجدداً با رعایت محدودیت‌هایی بازگشایی شد.
اثر مهم بی‌بی‌خانم استرآبادی کتابی به نام معایب الرجال است که آن را در پاسخ به رسالهٔ تأدیب النسوان نوشت و از دیدگاه مردسالارانه نویسندهٔ ناشناس رسالهٔ مذکور انتقاد کرد. این کتاب دیدگاه‌های اسلامی و غربی دربارهٔ زنان را در هم آمیخته و با لحنی گاه طنز و گاه با آوردن آیات و احادیث، یکی از نخستین بیانیه‌های فمینیستی در ایران را ثبت کرد.

## زمینه‌ها
در اواخر قرن نوزدهم و اوایل قرن بیستم میلادی، ایران قاجاری از لحاظ اقتصادی عقب‌مانده و از نظر سیاسی آشفته بود.: ۲۵  در جامعهٔ شیعه و مردسالار ایران، زنان عمدتاً در انزوا می‌زیستند و به آن‌ها تنها در چارچوب خانه و تولید مثل می‌نگریستند. حجاب به شکل چادر، روبنده و چاقچور فاصله‌ای میان دنیای زنان و مردان ایجاد می‌کرد و به عنوان ضعیفه، مطیع و در مالکیتِ مردان بودند. حتی زنان ثروتمند قشر بالا نیز به ندرت از خانه بیرون می‌رفتند و برای این کار می‌بایست در کنار خواجه‌ها بیرون می‌رفتند یا درون کالسکه‌ای دربسته و با کودکان یا زنان دیگری همراه می‌شدند. اصطلاح رایج دیگر برای زنان منزل بود، زیرا می‌بایست زندگی خود را وقف خانه و خانواده‌شان می‌کردند.: ۲۶  مردان مرفه بیش از یک همسر اختیار می‌کردند و به اندرونی می‌بردند و اهالی خانه‌شان گاهی تا چهارصد نفر هم می‌رسید؛ در حالی که در خانواده‌های ضعیف‌تر شوهر پس از ازدواج در خانهٔ پدری می‌ماند و در چند خانواده زیر یک سقف می‌زیستند. تولد دختر در برخی خانواده‌ها ننگ شمرده می‌شد و زنان ممکن بود به خاطر به دنیا آوردن نوزاد دختر تنبیه یا سرزنش شوند، اما در خانواده‌های متمول تحمل بیشتری نسبت به دختران وجود داشت و برخی خانواده‌ها برای دخترانشان معلم خصوصی می‌گرفتند تا خواندن و نوشتن و آموزش زبان‌های فارسی، عربی، فرانسوی و خیاطی و گلدوزی بیاموزند. به تمامی دختران می‌آموختند که جنسیت، باروری و نقششان در خانه تنها دارایی آن‌هاست و از سنین ۹ یا ۱۰ سالگی، بدون توجه به خواسته‌هایشان، با پسران نامزد می‌شدند. ازدواج در اسلام همانند معامله‌ای تجاری است که زن، برای رابطهٔ جنسی، در آن متاع معامله است. این چرخهٔ اجتماعی و نظام زناشویی مبتنی بر پدرسالاری، مدام تکرار می‌شد.: ۲۷–۲۸ 
ایران قرن نوزدهم تحت فرمان دودمان قاجاریه بود که به شیوهٔ باستانی ایرانیان حکومتی اقتدارگرا داشتند ولی در میان فشارهای نظامی و رقابت دولت‌های روسیه و بریتانیا، استقلال خود را از دست دادند و به صورت نیمه مستعمره درآمدند. روس‌ها و بریتانیایی‌ها با پیگیری منافع ملی خود در ایران، موجب تضعیف اقتصاد این کشور می‌شدند و اینچنین تحولات اجتماعی را در پی داشتند. طبقه متوسط، بازاریان، به روحانیان شیعه نزدیک شدند و آشنایی با تاریخ و فرهنگ غرب منجر به ایجاد جریان‌های روشن‌فکری در ایران شد.: ۴۰–۴۲  گسترش راه‌های ارتباطی با پیشرفت‌های فناوری، تعامل روزافزون با کشورهای غربی که اندیشه‌های مدرن داشتند و شکل‌گیری ایدهٔ هویت ملی و فردی در ایرانیان و به خصوص در استان‌های شمالی، که بیشتر تحت تأثیر ایده‌ها و رویدادهای داخلی روسیه بودند، باعث آگاهی سیاسی و دید اجتماعی جدید مردم شدند و در چنین شرایطی جنبش مشروطه شکل گرفت که خواستار مقابله با استعمار و استبداد بود.: ۳۰۱ : ۴۰–۴۲ 
تعدادی از زنان در این جنبش و پیروزی انقلاب مشروطه نقش داشتند. گویا مشارکت اولیهٔ این زنان ایرانی در مشروطه بر اساس تعلقات مذهبی بود، ولی پس از بنیان‌گذاری مجلس و تصویب قانون اساسی، روحانیان مذهبی مطالبات زنان برای آموزش دختران و قانونی شدن انجمن‌های زنانه را رد کردند و فعالان زن به آرامی حمایت از روحانیان را کنار نهادند. با این حال تعهد آنان به قانون اساسی و حضورشان در میدان سیاسی برقرار ماند.: ۴۴–۴۵  فعالان امور زنان که پیش از ایجاد مجلس و قانون اساسی، از نقش خود به عنوان حامیان مردان مشروطه‌خواه راضی بودند، پس از این، مسیر جدیدی در پیش گرفتند و بر بهبود وضع خود متمرکز شدند.: ۲۹۹ 
زنان قشر مرفه جامعه در این زمان، همچون مردان عصر خود، در معرض ایده‌های نو و فرهنگ اروپایی در مورد قانون، برابری و آموزش قرار گرفتند و این برخورد با نقش سنتی زن در جامعه تضاد داشت و مردان هنوز برای چنین تحولاتی آمادگی نداشتند.: ix 

### آموزش تحصیلی دختران
بی‌سوادی در ایران قرن نوزدهم رایج بود. گرچه آمار دقیقی وجود ندارد، تخمینی که یک هیئت آمریکایی در اواسط سده انجام داد، می‌گوید در شهرها باسوادها اقلیت هستند و در اکثر روستاها فقط دو یا سه مرد می‌توانند بخوانند و زنان باسواد بسیار نادر هستند. خانواده‌های طبقات بالای جامعه معلمان خصوصی را برای آموزش فرزندان خود استخدام می‌کردند. در مکتب دختران می‌توانستند تا شش سالگی، در کنار پسران فارسی، عربی و گاه کمی حساب بیاموزند.: ۳۰۴–۳۰۵ 
در زمان محمد شاه قاجار مبلغان مسیحی نخستین مدرسه‌های غربی را در ۱۲۵۱ هجری قمری در ایران بر پا کردند که کلاس‌های دخترانه هم داشت، ولی دختران مسلمان حق ورود به این گونه مدارس را نداشتند. در زمان ناصرالدین شاه و صدارت امیر کبیر، دختران مسلمان اجازه پیدا کردند وارد مدارس امریکایی‌ها شوند و چنین مدرسه‌هایی توسط مبلغان مذهبی در ارومیه، اصفهان، تبریز، یزد، کرمان، شیراز و تهران ایجاد شده بود.: ۱۰۳–۱۰۴  گرچه مسلمانان هم می‌توانستند در برخی مدارس مسیحی ثبت‌نام کنند، ولی نهایتاً ۱۰ الی ۲۰ درصد دانش‌آموزان چنین مدارسی را تشکیل می‌دادند زیرا مذهبی بودن مدارس عاملی بود که خانواده‌های مسلمان را از فرستادن فرزندانشان بازمی‌داشت.: ۳۰۵  نخستین مدرسهٔ دخترانه در ایران، مدرسه‌ای بود که یک انجمن پروتستان آمریکایی در ارومیه، در سال ۱۲۵۳ قمری ساختند و تمامی شاگردان آن از مسیحیان نسطوری بودند.: ۳۰۶  مدرسه‌هایی برای دختران پیروان اقلیت‌های دینی همچون ارمنی‌ها، یهودیان، زرتشتیان و بهاییان در شهرهای مختلف ایران تأسیس شد.: ۱۹۹  تا در زمان سلطنت مظفرالدین شاه تلاش‌ها برای اصلاح نظام آموزشی کشور بیشتر شد و در سال ۱۳۱۷ هجری میرزا حسن رشدیه نخستین مدرسه به سبک مدرن را به نام مدرسه رشدیه تأسیس کرد؛ اما در جامعهٔ سنتی ایران با اندیشه‌های نوگرایی مخالفت می‌شد و این معضل برای تأسیس مدارس دخترانه جدی‌تر هم بود.: ۱۰۳–۱۰۴  برخی منابع دست اول از تأسیس مدرسهٔ دخترانه در تبریز و بوشهر در سال‌های ۱۳۱۵ تا ۱۳۱۷ هجری قمری یاد کرده‌اند، ولی اطلاعات دربارهٔ این مدارس محدود است.: ۳۱۰  در سال ۱۳۲۱ هجری، میرزا حسن رشدیه و برادرزنش، طوبی رشدیه، برای تأسیس نخستین مدرسهٔ دخترانه به نام «مدرسه پرورش» تلاش کردند، ولی به علت مخالفت‌های گروه‌های مذهبی، تنها چهار روز بعد از آغاز به کار، مدرسه بسته شد.: xxi : ۱۰۳–۱۰۴ : ۳۰ 

## زندگی

### تبار
پدر بی‌بی‌خانم، محمدباقرخان ملاح استرآبادی، سرکردهٔ «ایل انزان» در مازندران بود. محمدباقرخان در یکی از سفرهای ناصرالدین شاه به مازندران با دلاوری شیری را از پا درآورد و لقب شیرکش گرفت و در رکاب شاه به پایتخت آمد و به سمت ایشیک آقاسی باشی منسوب شد.: ۵۲ : ۴۴۳  جد بی‌بی‌خانم از سمت پدر، به کربلایی باقرخان می‌رسید که قوللر آقاسی دربار فتحعلی‌شاه بود و زمانی که فتحعلی‌شاه در استان فارس مقام ولیعهدی داشت، در خدمت او بود. کربلایی باقرخان بعد از شصت سال حضور در رکاب فتحعلی‌شاه، در هنگام سرکوب شورش محمود شاه افغان، در سال ۱۲۳۲ هجری کشته شد و جد او از سمت دیگر پدری، حمزه خان نام داشت که در عهد ناصرالدین شاه در استرآباد مأمور مقابله با ایل‌های ترکمن بود.: مقدمه 
مادر بی‌بی‌خانم به نام خدیجه خانم، دختر «ملا کاظم مجتهد مازندرانی» بود: ۴۴۳  و از ندیمه‌های شکوه‌السلطنه، همسر ناصرالدین شاه و مادر مظفرالدین شاه، به حساب می‌آمد و در کل سی سال در خدمت او بود.: xvi  خدیجه خانم کار تدریس و آموزش کودکان درباری را انجام می‌داد و از زنان باسواد آن دوران به‌شمار آمده و لقب «ملاباجی» داشت. به هر ترتیب، محمدباقر با ملاباجی آشنا شد و از شاه اجازهٔ ازدواج با او را گرفت و پس از ازدواج به روستای نوکنده، از روستاهای بندرگز از توابع استرآباد، رفتند.

### دوران کودکی
حاصل ازدواج محمدباقرخان ملاح و خدیجه‌خانم، بی‌بی‌خانم بود که در سال ۱۲۷۴ هجری قمری، برابر ۱۲۳۶ خورشیدی، در نوکنده به دنیا آمد. مادر او، خدیجه خانم، علاقه‌ای به تداوم ازدواجش نداشت؛ زیرا باقرخان پنج همسر دیگر هم داشت. خدیجه خانم در تهران برادری به نام آقا شیخ اسدالله داشت که مجتهد بود. او به نوکنده رفت و از باقرخان درخواست کرد که خدیجه و فرزندانش را به زیارت کربلا بفرستد و باقرخان پذیرفت.: xvii–xviii  این گونه، خدیجه موفق شد همراه با دو فرزندش (بی‌بی و حسین‌علی)، خانهٔ همسر را به بهانهٔ زیارت ترک کند، اما از کربلا به تهران رفت و مجدداً به دربار بازگشت و به عنوان ملاباجی دربار مشغول شد. دو سال بعد محمدباقرخان در اختلافات قومی کشته شده و خدیجه دیگر هرگز به مازندران بازنگشت. عمران صلاحی مرگ پدر بی‌بی‌خانم را «شهادت» دانسته و از درگذشتش در جنگ‌های «ترکمانیه» خبر می‌دهد. در حالی که حسن جوادی از قتل باقرخان در رخت‌خوابش و توسط فردی ناشناس سخن گفته است.: xviii 
بی‌بی‌خانم مدام به حرمسرای دربار رفت و آمد داشت و عادت داشت با خطی ناخوانا روی دیوار بنویسد و ناصرالدین شاه با دیدن این نوشته‌ها دستور داد بی‌بی به زنانی که در حرم آموزش می‌دیدند، بپیوندد.: xviii  او توانست نزد مادرش آموزش ببیند و درس بخواند. بی‌بی از این امتیاز برخوردار بود که بتواند هم دنیای درون حرمسرا و هم دنیای بیرون را تجربه کند. فضای این دوره به شدت مردسالارانه بود و تفکرات زن‌ستیزانه در جامعه غالب بود.

### ازدواج و تشکیل خانواده

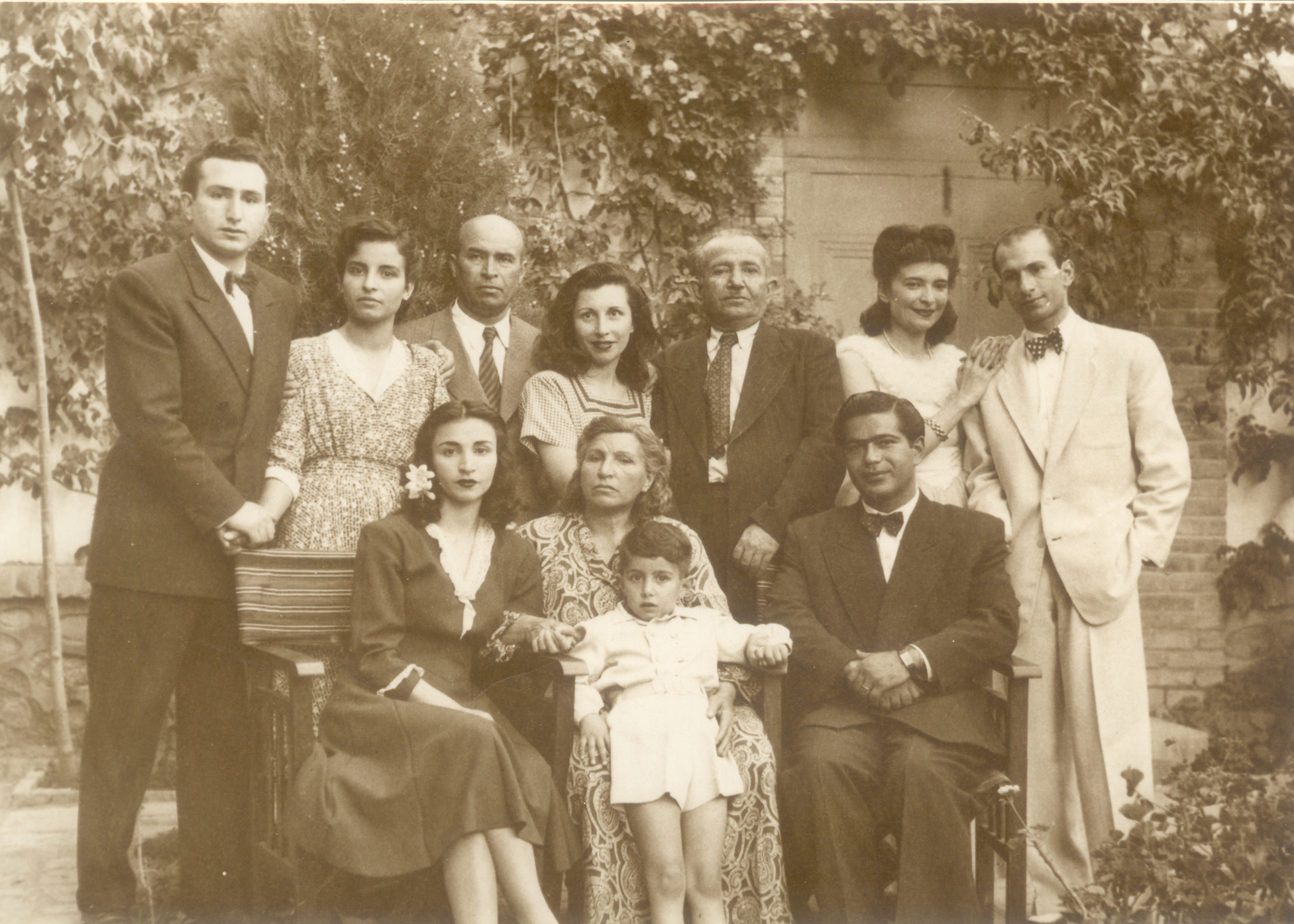
تعدادی از اعضای خانواده بی‌بی‌خانم پس از درگذشت او. ایستاده از راست به چپ: حسینعلی و بدری (نوه)، آقا بزرگ ملاح (داماد)، مه‌لقا (نوه)، حسنعلی (پسر)، مهین‌دخت و خسرو (نوه) نشسته از راست به چپ: اسدالله تاروردی (داماد)، خدیجه افضل (دختر)، مهرانگیز (نوه) و بهروز بیات (نبیره)

بی‌بی‌خانم با افسر جوانی از اهالی قفقاز به نام موسی‌خان وزیراُف که به تهران مهاجرت کرده بود، آشنا شد. این دو به هم علاقه‌مند شدند و چون خدیجه‌باجی با وصلت‌شان مخالف بود، پس از دو سال عاشقی، بی‌بی از خانه گریخت و با موسی‌خان ازدواج کرد. آن‌گونه که نوهٔ بی‌بی‌خانم روایت کرده است، بی‌بی‌خانم هنگام ازدواج ۲۳ ساله بود و موسی‌خان ۱۹ سال داشت. حسن جوادی می‌گوید اگر داستان حقیقت داشته باشد، فرار دختری از طبقهٔ بی‌بی‌خانم در آن جامعه، یک رسوایی برای او و خانواده‌اش محسوب می‌شد. بی‌بی‌خانم خود مخالفت دایی‌اش را عامل تعویق ازدواج دانسته و گفته است نهایتاً با پشتیبانی مادرش توانست پس از چهار سال تحمل موافقت خانواده را جلب کند.: xviii–xix  به گفتهٔ بی‌بی، مادرش هیچ مهریه یا پول دیگری برای این ازدواج درخواست نکرد، زیرا «نمی‌خواست او را بفروشد».: ۲۰۳  موسی‌خان وزیراُف که بعدتر به «موسی‌خان وزیری» تغییر نام داد، در بریگاد قزاق به رتبهٔ میرپنج رسید و به زبان فارسی مسلط شد (زبان مادری او ترکی آذری بود). او به حقوق برابر زنان و مردان باور داشت و در عصر ناصرالدین شاه، رساله‌ای در باب سبک زندگی شهوت‌گرایانه نگاشت.: xix 
این ازدواج منجر به تولد هفت فرزند شد: مولود، علینقی، فتحعلی، حسن‌علی، خدیجه افضل، علیرضا و علی‌اصغر. فرزند دیگری هم به نام خدیجه در همان طفولیت درگذشت.: xix  در میان فرزندان، علینقی وزیری از موسیقی‌دانان برجسته، حسن‌علی وزیری از نقاشان برجسته و خدیجه افضل وزیری و مولود وزیری ادامه‌دهندهٔ فعالیت‌های آموزشی مادرشان بودند. از آنجا که بی‌بی خود در حرمسرای قصر بزرگ شده‌بود، دوستانی در آن‌جا داشت که درون دربار ازدواج کرده و بچه‌دار شده بودند و به همین خاطر زیاد به آن‌جا دعوت می‌شد و این برای آیندهٔ فرزندانش که در آن‌جا دوستانی می‌یافتند، خوب شد.: xix–xx 
زمانی که مدرسه کمالیه تأسیس شد، بی‌بی‌خانم به مرتضی خان، مدیر مدرسه، نامه نوشت و خواست اجازه دهد که دخترش را با لباس پسرانه در مدرسه بپذیرد. او دختر کوچک‌ترش، خدیجه افضل، را با اسم جعلی «علی اصغر» به مدرسهٔ پسرانه می‌فرستاد ولی موضوع برملا شد و خدیجه افضل مجبور به ترک مدرسه و آموزش در خانه شد.: ۱۰۶–۱۰۷  آشنایی با پسردایی بی‌بی‌خانم که خوش‌نویس باشی دربار بود، موجب شد فرزندان او خط خوبی پیدا کنند و مدام مشق کنند و حتی زمانی که کاغذ نداشتند، جوهر کاغذهای استفاده شده را شسته و از برگه‌ها مجدداً استفاده می‌کردند. اعضای خانواده در زمستان به دور کرسی می‌نشستند و بچه‌ها از روی کتاب تمرین می‌کردند و والدین اشتباهاتشان را تصحیح می‌کردند. بی‌بی‌خانم میان پسرها و دخترهایش در آموزش نوشتن و موسیقی فرقی قائل نمی‌شد.: xx–xxi  دختران او سه تار نواختن را از یکی از اقوام خود فرا گرفتند و نزد پسر عم خود حساب و هندسه را آموزش دیدند.: ۱۰۷ 
بی‌بی‌خانم پس از به دنیا آوردن ششمین فرزندش، شوهرش را متقاعد کرد که برای برآورده کردن مطالبات جنسی‌اش با زنی خدمتکار نکاح موقت کند، اما پس از مدتی خدمتکار باردار شد و دختری به نام «مریم خانوم وزیری» به دنیا آورد که باعث ایجاد مشکلاتی در روابط زناشویی بی‌بی‌خانم و موسی‌خان شد.: xix  بی‌بی که احساس می‌کرد مطالبات زن خدمتکار تدریجاً دارد او را از خانهٔ خودش بیرون می‌کند، درخواست طلاق کرد ولی از آنجا که خدمتکار بیشتر به دنبال مسائل مادی بود تا شریک زندگی موسی‌خان بودن، مسئله ختم به خیر شد.: ۲۰۳  ابراهیم نبوی در مقاله‌ای می‌گوید: «بی‌بی‌خانم در جوانی ازدواج کرد و به شوهرش عشق می‌ورزید، اما ای کاش به او عشق نمی‌ورزید. شاید به همین دلیل بود که شوهرش که تحمل زنی اهل فکر و دانش و شعور را نداشت، با دختر خدمتکاری ازدواج کرد.» بی‌بی بعدها در کتاب معایب الرجال خاطرات تلخ داشتن هوو و ازدواج همسرش با «بانو» را بازگو کرد.: ۱۰۶  زمانی که بی‌بی‌خانم دربارهٔ شرایط نامساعد زندگی زناشویی و پیوند ناکامش با موسی‌خان وزیری در رساله نوشت، بسیاری از مردم که آن‌ها را می‌شناختند، متعجب شدند؛ زیرا پیش‌تر چنین می‌پنداشتند که آن‌ها زندگی سعادتمندی دارند. نجم‌آبادی معتقدست هدف بی‌بی از پرداختن به این ماجرا، این بود که نشان دهد در ایران حتی بهترین ازدواج‌ها نیز در خطر هستند و حتی ازدواج با بهترین مردان هم نمی‌تواند ضامن یک شراکت مادام العمر و عاشقانه برای زنان باشد.: ۲۰۳ 

## نویسندگی
بی‌بی‌خانم استرآبادی یکی از نخستین زنان ایرانی بود که به نثر نویسی روی آورد.: ۱۸۱  با نشریات تمدن، حبل‌المتین و مجلس همکاری داشت. او نخستین زنی بود که در نشریات رسمی کشور مقاله نوشت و از عملکردش دفاع کرد.: ۴۴۳  به‌طور مثال، مقاله‌ای به قلم او در ۲۷ ربیع الاول ۱۳۲۵ هجری در روزنامهٔ تمدن به چاپ رسید.: ۴۴۳ : ۴۹۵  بی‌بی‌خانم به جز مقالات پراکنده‌اش در نشریات که با نام «بی بی» منتشر می‌کرد و رسالهٔ معایب الرجال، اثر مکتوب دیگری ندارد.

### معایب الرجال

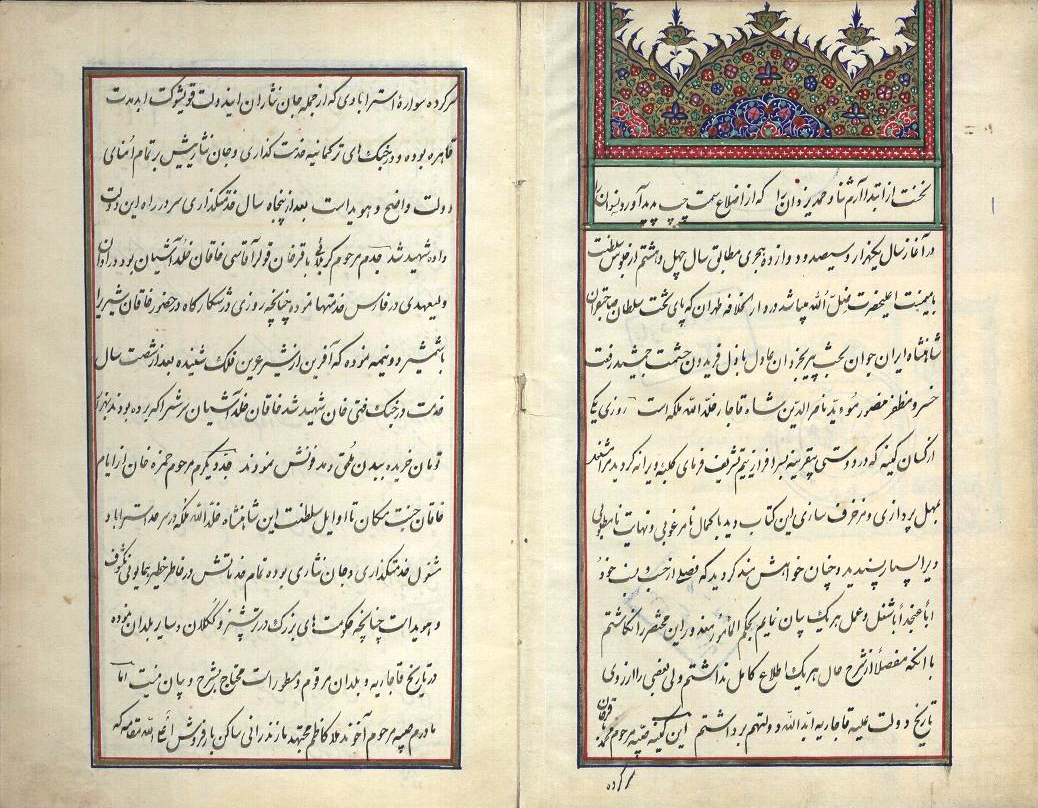
تصویر نسخه خطی از کتاب معایب الرجال که در کتابخانه مجلس نگهداری می‌شود. نخستین جمله‌ای که در بالای صفحه نخست نوشته شده این است: «نخست از ابتدا آرم ثنا و حمد یزدان را / که از اضلاع سمت چپ پدیدآورد نسوان را»

در حدود سال ۱۳۰۰ قمری (۱۲۶۲ شمسی) نویسنده‌ای ناشناس، یحتمل از شاهزادگان قاجاری، اثری به نام تأدیب النسوان نوشت و منتشر کرد. هر ۱۰ فصل این رساله به نحوهٔ اصلاح رفتار و کردار ناپسندی می‌پردازد که نویسنده منتسب به زنان می‌داند. این کتاب دیدگاهی مردسالارانه دارد و می‌کوشید تا زنان جامعه را از احقاق حقوقشان به عقب راند.
چند سال بعد در سال ۱۳۰۸ قمری (۱۲۷۰ شمسی)، پیش از ترور ناصرالدین‌شاه، بی‌بی‌خانم استرآبادی کتابی به نام معایب الرجال نوشت که ردیه‌ای بر کتاب تأدیب النسوان بود. بی‌بی‌خانم به دو شکل کتاب مذکور را نقد می‌کند؛ آن دسته از آیات و روایات مذهبی که بدان استناد شد را پذیرفته و بازتعریف می‌کند و با تفسیر متفاوت ارائه می‌دهد ولی به دستهٔ دیگر که مربوط به عرف، سنت، فرهنگ و ادبیات هستند می‌تازد و آن‌ها را مردود می‌شمارد.: ۵۳ 

نه هر مردی از هر زنی فزون‌تر است و نه هر زنی از هر مردی فروتر.
انواع و اقسام از خواص و عوام زن و مرد خوب و بد هر دو می‌باشند، صفات حمیده و رذیله از همه قسم مشاهده می‌شود. اگر باید تربیت بشوند باید همه را بنمایند؛ و تربیت هم موقوف به تمام قوانین تمدن و تدین ملیه و دولتیه و شرعیه و عرفیه کشوریه و لشکریه می‌باشد.

—  معایب‌الرجال، بخش دوم: ۴۲–۴۳ 
معایب الرجال با مقدمه‌ای شامل زندگی‌نامهٔ بی‌بی‌خانم آغاز می‌شود، که زمینه اجتماعی و آموزشی این رساله را فراهم می‌کند. سپس شعرهایی در مدح ناصرالدین‌شاه و ولیعهدش مظفرالدین می‌آورد و با مدح وزیر اعظم، این بخش را به پایان می‌رساند. متن اصلی رساله شامل دو بخش است: بخش نخست پاسخی زیرکانه، صریح و خشمگین به تأدیب النسوان است و در بخش دوم خطاب به زنان، نصایح و هشدارهایی دربارهٔ روابط زنان و مردان و به خصوص روابط زناشویی بیان می‌شود.
بی‌بی‌خانم در این رساله علاوه بر آن‌که پاسخی جداگانه به هر ده فصل کتاب تأدیب‌النسوان داده، چهار فصل را نیز به معایبی که در مردان می‌بیند نسبت می‌دهد. او در این کتاب مردان را دعوت می‌کند که «دست از تأدیب کردن نسوان بردارند و در پی تأدیب و تربیت خود برآیند». در بخشی از کتاب هم بی‌بی‌خانم به شرح داستان زندگی خود و بی‌وفایی شوهرش پرداخته است. رسالهٔ معایب الرجال «نخستین دفاعیهٔ مکتوب زنان» در تاریخ ایران است: ۵۴–۵۶  و بی‌بی‌خانم اولین فردی بود که موفق به نوشتن کتابی در حمایت از نوگرایی زنان ایرانی شد و یکی از نخستین بیانیه‌های فمینیستی در ایران را ثبت کرد. در این رساله دیدگاه‌های اسلامی و غربی دربارهٔ زنان ادغام شده‌اند.: ۴۴۳  معایب الرجال نگاهی انتقادی به ساختار تحمیلی جامعه دارد و به مسائلی از قبیل تعدد زوجات، حق یک‌سویهٔ طلاق از طرف مردان و عدم آموزش به زنان اعتراض می‌کند. نثر کتاب معایب‌الرجال پر از کلمات و عبارات عربی است و نویسنده جابه‌جا برای روشن کردن منظور خود از شعر و آیات قرآن و احادیث بهره برده است. زبان آن «تند و بی‌پروا و به دور از عفت کلام و محافظه‌کاری» است.: ۵۴–۵۶ 

به به مولانا! تو با این فهم و ذکا اگر کتابی نمی‌نوشتی چه می‌شد؟

— نمونه طنز،  معایب‌الرجال
از نکات این رساله استفاده از زبان طنز و شوخ‌طبعی در کلام نویسنده است.: ۴۴۳  عمران صلاحی در گل‌آقا بی‌بی‌خانم استرآبادی را «نخستین زن طنزنویس ایران» دانسته است و به نمونه‌های طنز در رسالهٔ تأدیب الرجال اشاره می‌کند. بنا بر آنچه در مقدمه‌ای که خانم‌ها فتحعلی‌زاده و آقابالازاده بر چاپی جدید از این کتاب نوشته‌اند، رساله‌ای که بی‌بی‌خانم نوشت از لحاظ ادبی ارزش ویژه‌ای ندارد و کلامی عامیانه و سبک دارد؛ اما از نظر جامعه‌شناسی و تاریخ‌نگاری اهمیت دارد و به‌عنوان بازتابی از شرایط اجتماعی و فرهنگی دورهٔ ناصری، برای مطالعات تاریخ اجتماعی ارزشمند است.: ۱۲  افسانه نجم‌آبادی هم زمانه‌ای را که معایب الرجال در آن نوشته شد، هم‌گام با افزایش سوادآموزی زنان و شروع نشر آثار آنان در عرصهٔ عمومی می‌داند و انتشار این اثر را، دارای پیامدهای بسیاری در تغییر زبان زنان ایرانی دانسته است.

## نخستین مدرسهٔ دخترانه
مدرسه دوشیزگان، نخستین مدرسهٔ دخترانهٔ تهران بود که در سال ۱۳۲۴ قمری (معادل ۱۲۸۵ شمسی در دوره مشروطه) احداث شد. این رخداد در فضای انقلاب مشروطه و پس از گشایش مجلس شورای ملی اتفاق افتاد و طرفداران مشروطه نظرات گوناگونی نسبت به آن داشتند.: ۳۰–۳۳  در سال ۱۳۲۴ قمری، موسی‌خان به درجهٔ سرتیپی می‌رسد و به فرماندهی فارس منصوب می‌شود و پسران بزرگش را با خود به شیراز می‌برد. بی‌بی‌خانم که در خانهٔ دوازده‌اتاقی‌اش (در نزدیکی دروازه محمدیه در بازار حاجی محمدحسین) با دخترانش تنها مانده بود، تصمیم گرفت با کمک دخترش مولود خانم آن خانه را به مدرسه‌ای برای دختران تبدیل کند. بعدها دختر کوچکترش خدیجه افضل خانوم نیز به آن‌ها پیوست و این سه مدرسهٔ دوشیزگان را اداره می‌کردند. مدرسه در آغاز سه کلاس بیست دانش‌آموزی داشت که هر کدام از این سه نفر معلم یکی از آن‌ها بود. بعد از یک سال موسی‌خان به تهران بازمی‌گردد و بی‌بی‌خانم مجبور می‌شود خانه‌ای در همسایگی را برای مدرسه اجاره کند.: xxi–xxii 

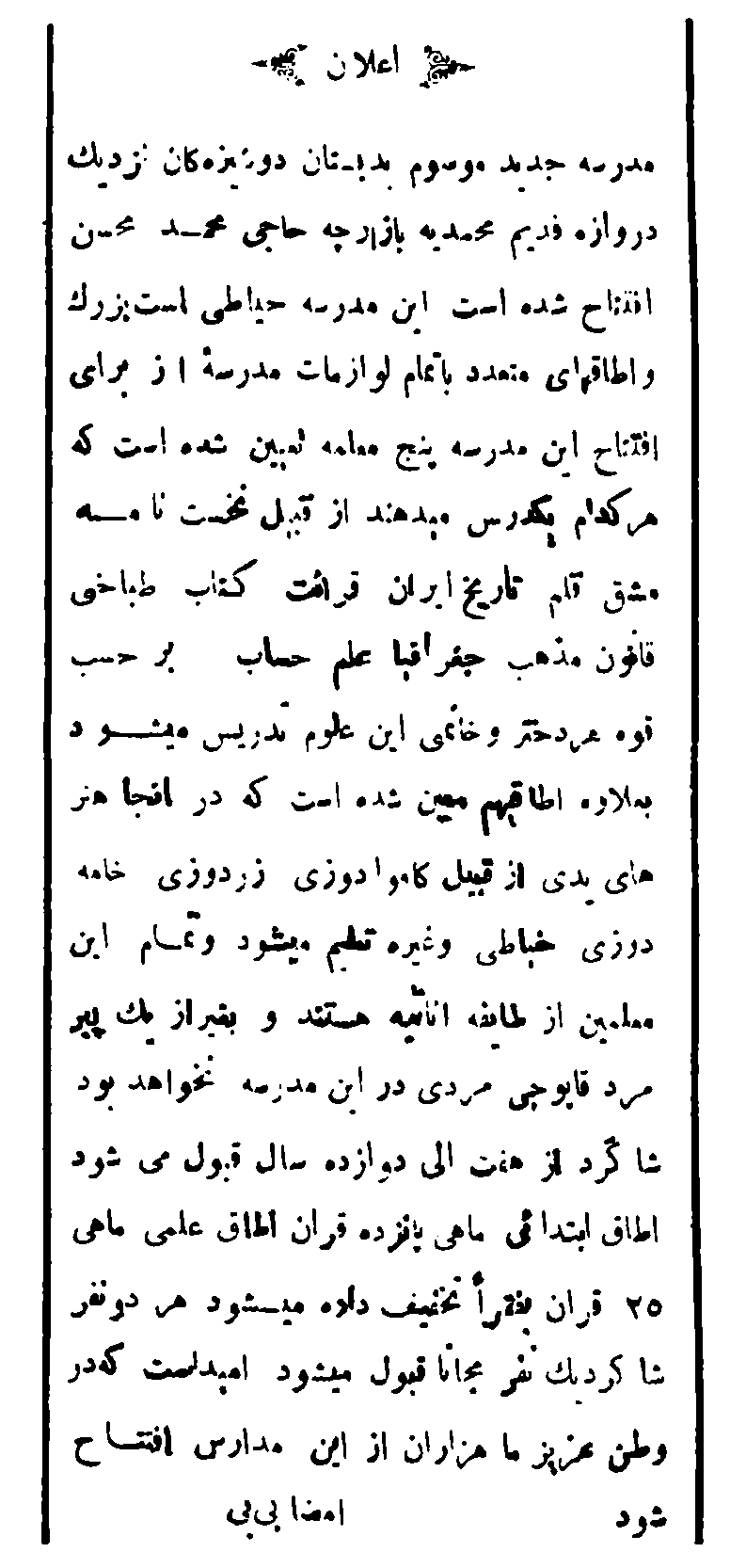
تصویر اعلامیه‌ای که بی‌بی به امضای خود در روزنامه منتشر نمود و در آن دروس ارائه شده در مدرسه را معرفی کرد.

مدرسهٔ دوشیزگان با مجوز رسمی وزارت معارف تأسیس شده‌بود. بی‌بی در اعلامیه‌ای که به تاریخ ۹ صفر ۱۳۲۵ هجری قمری در روزنامهٔ مجلس چاپ کرد، مدرسه را دارای حیاطی بزرگ و چندین اتاق توصیف کرده و می‌گوید پنج آموزگار در آن دروس ریاضی، تاریخ، جغرافی، علوم دینی و آشپزی را به شاگردانی که هفت تا دوازده ساله باشند، آموزش خواهند داد. او همچنین مرکزی برای آموزش کارهای دستی ساخت.: ۱۰۷  برای جلوگیری از سوءتفاهم سنت‌گرایان، در اعلامیه تأکید شده‌بود که به غیر از یک پیرمرد قاپوچی (دربان)، هیچ مرد دیگری در این مدرسه نخواهد بود. همچنین بی‌بی برای آن که حسن نیت خود را نشان دهد، اعلام کرد به ازای ثبت‌نام هر دو شاگرد، یک نفر را مجانی می‌پذیرد.: ۳۴–۳۳  امروزه اثری از محل این مدرسه در میدان محمدیه باقی نمانده است.
افتتاح مدرسهٔ دوشیزگان با موجی از مخالفت‌ها و نارضایتی‌ها از جانب مردان روبه‌رو شد و عده‌ای مدرسه را که در واقع خانهٔ بی‌بی‌خانم هم بود، به آتش کشیدند. سید علی شوشتری حکم تکفیر او را صادر کرد و قشر وسیعی از جامعه، حتی بعضی از پیشگامان نهضت مشروطه، با بی‌اعتنایی و تمسخر یا فاحشه خطاب کردن او و دخترانش، به این مدرسه واکنش نشان دادند. پایهٔ مخالفت‌ها با این مضمون بود که «این مدرسه را بیگانگان به منظور رواج بی‌عفتی دایر کرده‌اند».: ۳۴  برگه‌های تکفیرنامه به قیمت یک شاهی به فروش می‌رسید و حتی بازار سیاه پیدا کرد. چارلز مارلینگ، کاردار سفارت آمریکا، در نامه به سر ادوارد گری، وزیر خارجهٔ بریتانیا، که به تاریخ ۱۶ ژوئیه ۱۹۰۸ نوشته، می‌گوید: «در تهران شایع شده که این مدرسه با تلقین و تحریک همسر یکی از غلامان ما تشکیل شده است.»: ۱۰۷ 
در خاطرات دختر بی‌بی‌خانم آمده است که یکی از روحانیان بر سر منبر گفته بود: «بر این مملکت باید گریست که در آن دبستان دوشیزگان باز باشد.» مه‌لقا ملاح (نوهٔ بی‌بی‌خانم) نیز در این باره گفته است: «این مدرسه خیلی سر و صدا راه انداخت. شیخ فضل‌الله نوری که امام جماعت مسجد عبدالعظیم بود، پای منبر گفته بود که کلمه «دوشیزه» شهوت‌انگیز است؛ وای بر ملتی که مدرسه دوشیزگان داشته باشد! سایر ملاها نیز علیه مادربزرگم اقدام کردند. سید علی شوشتری اعلامیه چاپ کرد و نوشت این مدرسه مال زنی است که مفاسد دینیه دارد. خانه‌اش محل اجتماع هنرمندان است و در آن تار می‌زنند.»: بخش ۱. ۱۰'  ساخت دبستان دوشیزگان هم‌ردیف «اشاعهٔ فاحشه‌خانه‌ها و اباحهٔ مسکرات» معرفی شد و بخشی از مخالفان مدعی بودند «مدرسهٔ علم برای نسوان خلاف دین و مذهب است.»: ۳۴  افسانه نجم‌آبادی معتقدست مخالفت‌های روحانیان می‌توانست در راستای دو قطبی موافقان و مخالفان مشروطیت باشد؛ کما این که شیخ فضل‌الله نوری، از مخالفان برجستهٔ مشروطیت، مدرسه رفتن دختران جوان را با اشاعهٔ فحشا مقایسه کرده بود و آن را موجب شکاف قوانین اسلام دانسته بود.: ۲۰۰ 
بی‌بی‌خانم در اثر تهدید و فشارهای مخالفان نزد مخبرالسلطنه هدایت (وزیر معارف) شکایت کرد، اما به وی گفتند مصلحت در این است که مدرسه تعطیل شود. پس از آن مدرسه دوشیزگان تا یک سال تعطیل بود و بیشتر مشروطه‌خواهان و نمایندگان مجلس می‌ترسیدند که این مخالفت‌ها به یک بحران سیاسی تبدیل شود و لذا سکوت پیشه کردند. مدرسهٔ دوشیزگان در اواسط ربیع‌الاول ۱۳۲۵ هجری تعطیل شد.: ۳۷  در پی این اتفاق، زنان مقالاتی در روزنامه‌های مختلف منتشر می‌کردند و لزوم آموزش و تحصیل زنان را یادآوری می‌کردند تا مشروطه‌خواهان و روشنفکران جامعه را به حمایت از بازگشایی مدرسه تشویق کنند. مدبرالممالک هرندی، مدیر روزنامهٔ تمدن، در مقاله‌ای به مورخهٔ ۲۷ ربیع‌الاول ۱۳۲۵ هجری از بی‌بی‌خانم و مدرسه‌اش دفاع کرد و تعطیلی آن را «ظلم بزرگی به عالم انسانیت» خواند.: ۱۰۸ 

…ای روسای ملت و ای حامیان محفل نبوت، به خدا قسم روز دیگری غیر از امروز هست و او را یوم لا ینفع مال و لابنون می‌گویند. در دیوان حضرت خاتم النبین (ص) تمام شماها سر خجالت به زیر خواهید افکند که حقوق معاشی ما نسوان را ضبط کرده‌اید؛ چنانچه نگذاشتید با ادب و متخلق به اخلاق حمیده محمدی (ص) بار بیاییم و این جهل دامنگیر آنان خواهد شد.

— بی‌بی در روزنامهٔ تمدن، ۲۷ ربیع الاول ۱۳۲۵
پس از تشکیل مجلس شورای ملی، در ۲۹ شعبان ۱۳۲۵ هجری قانون اساسی مشروطه تصویب شد که اصل ۱۸ آن بدون ذکر جنسیت، تحصیل علوم و معارف و صنایع را برای همگان آزاد می‌دانست. بی‌بی نیز همچنان با نوشتن مقاله در روزنامه، بازگشایی مدرسه را پیگیری می‌کرد. اینچنین در ۱۵ ربیع‌الاول ۱۳۲۶ هجری: ۱۰۹–۱۱۰  بی‌بی‌خانم پس از شکایت نزد مرتضی‌قلی صنیع‌الدوله (وزیر معارف)، سرانجام موفق شد مدرسه را بازگشایی نماید، به شرط این‌که مدرسه تنها به دختران ۴ تا ۶ سال اختصاص یابد و عبارت «دوشیزگان» هم از تابلوی مدرسه حذف شود. این در حالی بود که پیش از اعتراض‌ها و بستن مدرسه، در کنار دانش‌آموزانی از همهٔ سنین، مادران و مادربزرگان آن‌ها نیز برای باسواد شدن همراه دخترانشان به کلاس‌ها می‌آمدند.
آن‌گونه که روزنامه حبل‌المتین در ۹ جمادی‌الاول ۱۳۲۶ گزارش کرده است، مدرسه به عمارتی اجاره‌ای در بازارچهٔ حاجی غلامرضا در گذر علی پاچنار منتقل شد. این بار مدرسه زیر نظر وزارت معارف دایر شد و بازرسان دولتی به آن سر می‌زدند و نمونه‌ای از گزارش‌های آنان در حبل‌المتین چاپ شده است.: ۱۱۰  در این مدرسه، برخلاف مکتب‌های مرسوم آن دوره، دانش‌آموزان پشت نیمکت و صندلی می‌نشستند و درس‌هایی مانند ریاضیات، عربی و ادبیات در آن تدریس می‌شد. بی‌بی‌خانم که مطمئن نبود دخترانش توانایی تدریس داشته باشند، آن‌ها را به مدرسهٔ آمریکایی‌ها فرستاد تا در آن‌جا درس دادن را یاد بگیرند و دختران او در این مدرسه انگلیسی، جغرافیا و هنر را به زبان انگلیسی یادگرفتند.: xxi–xxii  بی‌بی سپس در مدرسه‌اش کلاسی برای بزرگسالان اضافه کرد که زنان ۴۷ تا ۶۰ ساله در آن درس می‌خواندند. همچنین دارالایتامی در مدرسه ایجاد کرد که تعدادی از دختران بی‌سرپرست را نگهداری می‌کرد. در مدرسه گلدوزی، قلابدوزی، خیاطی و آشپزی نیز تدریس می‌شد.: ۱۱۰ 
با تثبیت موقعیت دبستان دوشیزگان، راه برای آموزش دختران باز شد و مدارس دیگری با تأیید دولت ایران فعالیت خود را آغاز کردند. البته مخالفت با سوادآموزی زنان در سطح جامعه چندی ادامه داشت و سنت‌گرایان به تحقیر و سرزنش آموزگاران و دانش‌آموزان دختر ادامه می‌دادند.: ۴۰  در تاریخ مبارزه با تبعیض جنسی و روشنگری زنان، موضوع تأسیس اولین مدرسه دخترانه از جایگاه و اهمیت ویژه‌ای برخوردار بوده است. این امکان که در ابتدا در اختیار خانواده‌های مرفه بود، با تلاش و پی‌گیری زنان گسترش یافت و موضوع آموزش و پرورش طیف وسیعی از دختران و زنان را شامل شد. با فاصلهٔ کوتاهی پس از دبستان دوشیزگان، در ۱۶ ربیع الاول ۱۳۲۶ هجری، مدرسهٔ دخترانهٔ دیگری با نام «مکتب دختران» فعالیت خود را آغاز کرد.: ۴۱  مدرسهٔ بی‌بی‌خانم از آن پس تا سال ۱۳۲۹ هجری قمری دایر بود و در این سال، بی‌بی‌خانم به خاطر بالا رفتن سن و خستگی مدرسه را بست، اما دخترانش مدرسهٔ دخترانهٔ دیگری گشودند و به فعالیت‌های در راستای حقوق زنان ادامه دادند.: xxv  محل مدرسهٔ دوشیزگان پس از درگذشت بی‌بی‌خانم پابرجا بود و تا سال ۱۳۶۲ قمری (۱۳۲۲ شمسی) به همان شکل باقی مانده‌بود ولی در این سال، بازماندگان خانه را به مبلغ ۳۵ هزار تومان فروختند.

## سال‌های پایانی
به گفتهٔ عمران صلاحی، بی‌بی‌خانم زنی باسواد و اهل مطالعه بود و از خط و بیان خوبی بهره‌مند بود. مهدی‌قلی هدایت در کتاب خاطرات و خطرات بی‌بی‌خانم را زن «نقاله و قواله» نامیده و از زبان فاضل‌خان گروسی جوانی او را چنین وصف می‌کند: «در جوانی خوش‌منظر، عشوه‌گر، شیطانه، فتانه، مردانه‌پوش، پیمانه‌نوش، با یک عالم ناز و آتش‌انداز خرمن پیر و جوان.» بی‌بی‌خانم مجالس زنانه‌ای در خانه‌اش برگزار می‌کرد و حتی در کهن‌سالی فردی شوخ‌طبع بود. بی‌بی‌خانم آواز هم می‌خواند و ضرب (تمبک) می‌نواخت: xxv  و پسرش، علینقی وزیری، هم از این استعداد موسیقی برخوردار شد.: ۱۴۶  به گفتهٔ مه‌لقا ملاح (نوهٔ دختری بی‌بی‌خانم)، بی‌بی دختر کوچکش، خدیجه افضل، را به اجبار به همسری برادرزاده‌اش، آقابزرگ ملاح، که در بندر گز زندگی می‌کرد، درآورد؛ زیرا آقابزرگ خانواده‌اش را به خودکشی تهدید کرده‌بود.: بخش ۲. ۱:۱۹' 
بی‌بی از حامیان نهضت مشروطیت بود و در زمان استبداد صغیر به نمایندگان مجلس کمک مالی می‌کرد و با جمع‌آوری پول، در تهیهٔ اسلحه به مشروطه‌چیان کمک می‌کرد. او در یکی از نامه‌هایی که همراه کمک‌های خود فرستاده بود، برای نمایندگان نوشت «اگر خیانت کنید، این لچک من به سرتان!» و لچک خود را همراه نامه فرستاد.: xxiv  این نامه را در مجلس با صدای بلند خواندند.: xxiv 
در ۲۵ صفر ۱۳۲۸ هجری او اعلامیه‌ای در روزنامهٔ ایران نو منتشر کرد که زنان وطن‌دوست را دعوت می‌کرد هر جمعه به خانه‌اش بیایند و در کنار فعالیت‌های آموزشی، جلسه‌های سیاسی-فرهنگی را دایر نمود. او در نخستین جلسه دربارهٔ فواید مشروطه و معضلات استبداد سخن گفت.: ۱۱۰–۱۱۱  این جمع که از آن با نام «کلوپ ملی زنان» یاد شده است البته محدود به بحث‌های سیاسی و اجتماعی نماند، و اعضای آن «انجمن ایتام» را نیز با هدف فراهم کردن امکانات تحصیل برای دختران یتیم در اردیبهشت ۱۲۸۹ شمسی تشکیل دادند.
بی‌بی‌خانم نهایتاً در سال ۱۳۳۹ یا ۱۳۴۰ هجری قمری، برابر با ۱۳۰۰ شمسی، درگذشت.
دربارهٔ زندگی و کوشش‌های اجتماعی او کتاب‌ها و مقاله‌های زیادی نوشته شده‌اند. در این میان می‌توان از کتاب بی‌بی دلاور، نوشته افسانه نجم‌آبادی نام برد که در آمریکا منتشر شده است.

## برای مطالعهٔ بیشتر
- ملاح، مهرانگیز (۱۳۸۵)، زنان پیشگام ایرانی: افضل وزیری دختر بی‌بی خانم استرآبادی، به کوشش زیبا جلالی نائینی و افسانه نجم‌آبادی.، تهران: نشر شیرازه، شابک ۹۶۴-۷۷۶۸-۳۸-۹
- افسانه نجم‌آبادی و محمد توکلی طرقی، بی‌بی خانم استرآبادی و افضل وزیری